# Альянс для Італії
Альянс за Італію (італ. Alleanza per l'Italia; АдІ) була центристською політичною партією в Італії.
Партія, яка була описана у своєму маніфесті як «демократична, ліберальна, народна» на противагу як «правому популізму», так і «соціал-демократичному лівому», описувалась як «досвід з високою і незабутньою цінністю, але вже зараз вичерпався», був запущений 11 листопада 2009 року Франческо Рутеллі, сенатором від Демократичної партії (PD) і колишнім лідером Democracy is Freedom — The Daisy (DL). Ядро партії складали Вільні демократи, фракція, яку Рутеллі створив за кілька місяців до виходу з ДП.
Біість ранніх членів партії були лібералами та християнськими демократами, які походили з PD, у тому числі Лінльшда Ланцілотта, Джанні Вернетті та Донато Мозелла, або незадоволені центристи з Італії цінностей, такі як Піно Пісіккіо.
Наприкінці 2016 року партія була офіційно розпущена.

## Історія

### Фон
Франческо Рутеллі, який, будучи лідером Демократії — це свобода — The Daisy, відіграв важливу роль у заснуванні Демократичної партії (PD), невдовзі став незручним через це, оскільки вважав, що ліві занадто розтягнуті. У вересні 2009 року, коли він був гостем партійного з'їзду Союзу центру (UdC) П'єра Фердінандо Казіні, він сказав пресі, що його цікавить альянс із новою партією, яку Казіні організовує через UdC. Критичний погляд Рутеллі на PD був посилений обранням П'єра Луїджі Берсані лідером партії на первинних виборах 25 жовтня 2009 року.
27 жовтня, після місяців спекуляцій, Рутеллі натякнув, що залишає PD. Основна ідея Рутеллі полягала в тому, що Італії потрібна нова «політична пропозиція» в той час, коли країна була на межі розколу на дві частини, Північна ліга як ніколи впевнена на Півночі та можлива поява Партії Півдня. : сценарій, який може означати повну маргіналізацію лівоцентристів і їх поразку як національної політичної сили.

### Заснування
28 жовтня Рутеллі разом з іншими десятьма членами-засновниками представив «Маніфест про зміни та правильний уряд» (Manifesto per il Cambiamento e il Buongoverno). Серед них Лоренцо Деллаї (президент провінції Тренто та лідер Союзу Трентіно), Массімо Каччіарі (мер Венеції), Лінда Ланціллотта (колишній міністр регіональних справ), Бруно Табаччі та Ельвіо Убальді. У той час як Каччіарі та Ланзілотта були членами DL, а потім PD, Табаччі та Убальді є членами White Rose, невеликої групи, яка була частиною Союзу центру (UdC), очолюваного П'єром Фердінандо Казіні.
Декілька днів Рутеллі затримувався над тим, залишає він PD чи ні, тому що стратегічною метою його ініціативи був стабільний альянс між UdC і демократами, у цьому відіграв Табаччі. Однак 31 жовтня в інтерв'ю Corriere della Sera Рутеллі оголосив, що має намір негайно залишити PD. В інтерв'ю він зауважив, що, на його думку, соціал-демократія була «історичним досвідом, який не має можливості промовити до сучасних людей», і що його метою було «об'єднати демократичні, ліберальні та народні сили», щоб «будувати, кілька років найбільшою [політичною] силою країни».
8 грудня Табаччі покинув UdC після того, як Казіні зустрівся з Берлусконі, щоб обговорити реформу правосуддя та альянс між Народом Свободи та UdC у деяких регіонах. Табаччі, який заявив, що збирається зібрати своїх колег-членів «Білої троянди», пояснив, що нова партія буде «віддаленою та альтернативною популізму Берлусконі та Ліги», але відкритою для правоцентристських виборців. Незабаром Касіні передбачив ймовірний альянс між його партією та АдІ.

### Ранні часи
11 листопада 2010 року разом з багатьма іншими Рутеллі представив назву та тимчасовий логотип партії.
11–12 грудня організували свою першу асамблею в Пармі. Під час конвенції, на якій були присутні Франсуа Байру, Гі Верхофстадт і Вілл Маршалл, Рутеллі підтвердив, що нова партія одного дня об'єднається з UdC і готова до альянсу з Джанфранко Фіні, президентом Палати депутатів. якому все більше не подобається його партія «Народ свободи» та Сільвіо Берлусконі.
22 грудня логотип партії представили Рутеллі, Табаччі та інші лідери АдІ під час прес-конференції.
До січня 2010 року були сформовані парламентські групи партії в Сенаті і Палаті депутатів.
У березні Рутеллі оголосив про скликання національного з'їзду на квітень, на якому партію мали б розширити зелені та ліберали. У період з березня по квітень партія Християнсько-демократичного відновлення Публіо Фіорі, група лібералів на чолі з Валеріо Заноне, колишнім лідером Ліберальної партії Італії, сенатором-демократом і лідером Ліберальної PD, а також група зелених на чолі Камілло Піацца, колишній депутат від Зелених, приєднався до Альянсу.
Наприкінці березня 2010 року на регіональних виборах партія провела спільні списки з UdC у більшості регіонів і провела власні списки лише в чотирьох регіонах: Марке (де вона отримала 2,0 % голосів і одного регіонального члена ради), Кампанія (3,0 % і без радників), Базиліката (4,2 % і один радник), і Калабрія (2,2 % і без радників). Результат був трохи невтішним, і партія не мала реальної присутності на Півночі.
Цю ситуацію піддали критиці північні філії партії, особливо Союз за Трентіно (UpT) і Альянс за Венето (ApV), започаткований Массімо Калеаро як конкурент Liga Veneta — Lega Nord. Джорджіо Лунеллі, провідний член UpT, виступав від імені багатьох членів Північної партії, коли він критикував відсутність інтересу партії до Півночі, закликав до відставки Рутеллі та запропонував конфедеративну структуру партії. У вересні 2010 року Калеаро залишив АдІ, і ApV було розпущено.

### Новий полюс для Італії
15 грудня 2010 АдІ був членом-засновником Нового полюса для Італії (NPI) разом із Союзом Центру (UdC), Майбутнім і Свободою (FLI) та деякими незначними партіями. Також у грудні Енріко Боселлі, давній лідер італійських демократичних соціалістів і засновник відродженої Італійської соціалістичної партії, який залишив активну політичну діяльність після своєї поразки 2008 року, приєднався до АдІ і незабаром був призначений віце-президентом партії.
У листопаді 2011 року до партії приєднався Санто Версаче, колишній соціаліст із Народу свободи (PdL). У січні 2012 року приєднався Луїджі Фаббрі, також колишній соціаліст, який пройшов через PdL. У лютому Крістіна Де Лука замінила померлого сенатора-демократа, але замість того, щоб приєднатися до групи PD, вона приєдналася до АдІ. Разом з Версаче, Фаббрі та Де Лукою партія мала сім депутатів і сім сенаторів.
У травні 2012 року партія досягла помітних результатів у Кампанії: 17,5 % у Торре-Аннунціата, 4,6 % у Торре-дель-Греко та 7,3 % у Сан-Джорджо-а-Кремано. Проте результат був похмурим для NPI в цілому, і П'єр Фердінандо Казіні, лідер UdC, найбільшої партії коаліції, натякнув, що альянс застарів.

### Зміщення по ліво-центризму і назад
У вересні 2012 року Рутеллі почав змінювати позиції партії в лівоцентристській коаліції, маючи на меті зробити АдІ своїм ліберальним і центристським компонентом. Рутеллі також заявив, що він прагне представити «новий екологізм». У жовтні 2012 року Ріккардо Мілана, провідний центрист, вийшов, щоб приєднатися до UdC. У листопаді 2012 року Табаччі, провідний член АдІ і християнський демократ, балотувався на лівоцентристських первинних виборах, щоб стати кандидатом на посаду прем'єр-міністра від лівоцентристів.
28 грудня 2012 року, напередодні загальних виборів в Італії 2013 року, Табаччі оголосив про угоду з Правами та Свободою, групою, що відкололася від IdV, і про створення Демократичного центру (CD) як центристського крила Італії. Коаліція «Спільне добро». На першій прес-конференції нового виборчого списку були присутні Рутеллі та інші партійні лідери. Згодом підгрупа АПІ в палаті змінила назву на «Демократичний центр». Більшість провідних членів і діючих членів парламенту АдІ (Табаччі, Піно Біккієллі, Франческо Бруно, Крістіна Де Лука, Луїджі Фаббрі, Вінченцо Іовіне, Вільма Маццокко, Донато Мозелла, Піно Пісіккіо, Джачінто Руссо та ін.) приєдналися до CD [5] тоді як Рутеллі вирішив не бути кандидатом і оголосив, що АдІ повернеться на вибори до Європейського парламенту 2014 року. Лоренцо Деллаї, колишній член і координатор АдІ, став провідним прихильником і практичним лідером Громадянського вибору (SC) Маріо Монті.
На виборах Табаччі, Пісіккіо, Бруно та Роберто Капеллі (регіональний лідер АдІ на Сардинії) були обрані від CD, тоді як Деллаї та Ланзілотта були обрані від SC. З чотирьох обраних для CD лише Бруно вирішив залишитися в АдІ і, отже, не приєднався до підгрупи CD у Палаті депутатів.

### Вибори в Європарламент 2014 року та розпуск
Після виборів 2013 року Рутеллі почав реорганізовувати партію разом із єдиним віце-президентом Енріко Боселлі та єдиним депутатом Франко Бруно. Через Європейську демократичну партію (EDP), співпрезидентом якої є Рутеллі, та альянс із партією Альянс лібералів і демократів за Європу (ALDE Party), АдІ планувала висунути ліберальний, зелений і про-європейський список на 2014 рік Вибори до Європарламенту. Демократичний центр був частиною списку Європейського вибору, який підтримує ALDE, на виборах, який отримав 0,7 % голосів і не зміг отримати жодного місця в Європейському парламенті.
На регіональних виборах 2015 року партія висунула кандидатів у більших виборчих списках у Кампанії та Калабрії.
Наприкінці 2016 року партія була офіційно розпущена.

## Лідерство
- Президент: Франческо Рутеллі (2009—2016)
  - Віце-президент: Піно Пісіккіо (2010—2013), Енріко Боселлі (2010—2016)
- Координатор: Лоренцо Деллаї (2009—2013)
- Президент Національної ради: Бруно Табаччі (2010—2013)
- Прес-секретар: Бруно Табаччі (2009—2010), Лінда Ланзілотта (2010—2012)
- Лідери партії в Палаті депутатів: Бруно Табаччі (2010—2011), Піно Пісіккіо (2011—2013)
- Лідери партії в Сенаті : Джачінто Руссо (2010—2011), Франческо Рутеллі (2011—2013)
- Лідер партії в Європейському парламенті : Вінченцо Іовіне (2010—2013)